# James Binney

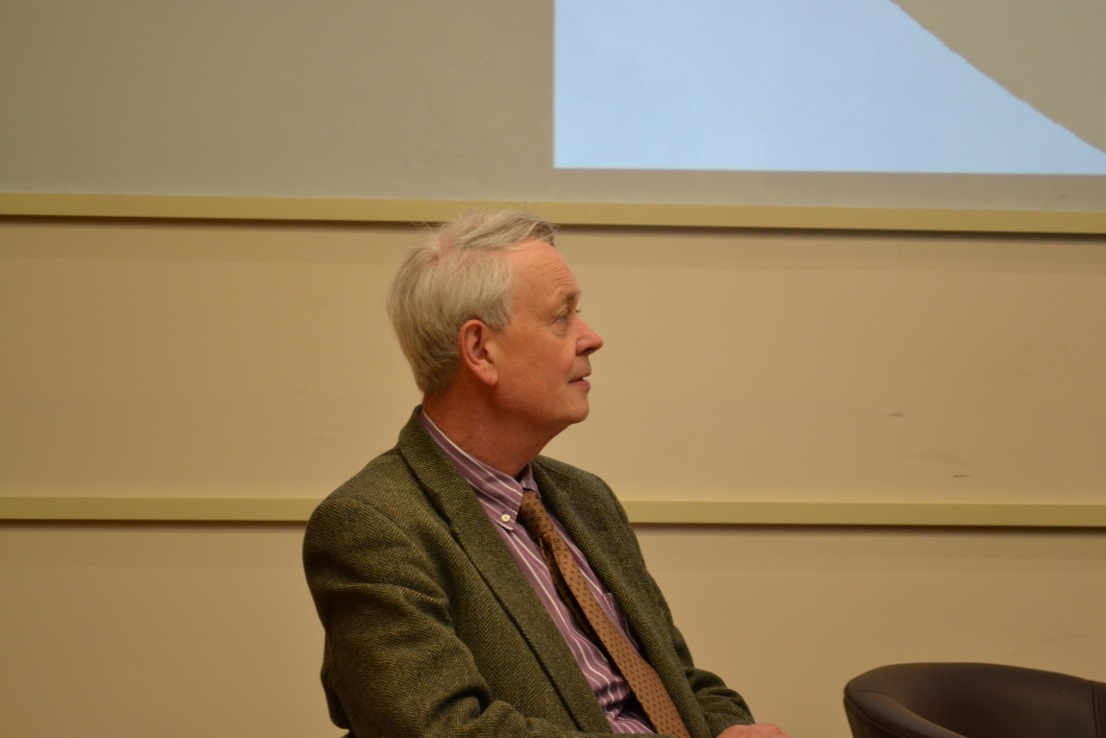
James Binney (2013)

James Jeffrey Binney (* 12. April 1950 in London) ist ein britischer theoretischer Physiker und Astrophysiker.
Binney studierte an der Universität Cambridge (Bachelor 1971) und ab 1971 an der Universität Oxford (Christ Church College), wo er 1975 bei Dennis Sciama in Astrophysik promoviert wurde (On the formation of galaxies). Als Post-Doktorand war er am Magdalene College in Oxford und an der Princeton University. Ab 1981 war er Dozent, Tutor und Fellow des Merton College in Oxford. 1991 wurde er Reader in theoretischer Physik und 1996 Professor für Physik.
Binney befasst sich unter anderem mit Dynamik und Modellierung von Galaxien. Neben Astrophysik befasst er sich mit statistischer Physik.
1986 erhielt er die Maxwell-Medaille, 2003 den Brouwer Award der American Astronomical Society, 2010 die Dirac-Medaille des IOP, 2013 die Eddington-Medaille und 2023 die Isaac-Newton-Medaille. 2002 wurde er Fellow des Institute of Physics und der Royal Society. 2022 wurde Binney in die National Academy of Sciences gewählt. Für 2025 wurde ihm die Goldmedaille der Royal Astronomical Society zugesprochen.

## Schriften
- mit Dimitri Mihalas Galactic Astronomy, Freeman 1981, 2. Auflage mit   Michael Merrifield, Princeton University Press 1998
- mit Scott Tremaine Galactic Dynamics, Princeton University Press 1988, 2. Auflage 2008
- mit N. J. Dowrick, A. J. Fisher, M. E. J. Newman: The theory of critical phenomena, Oxford University Press, 1992.